# DNA (No-Wave-Band)

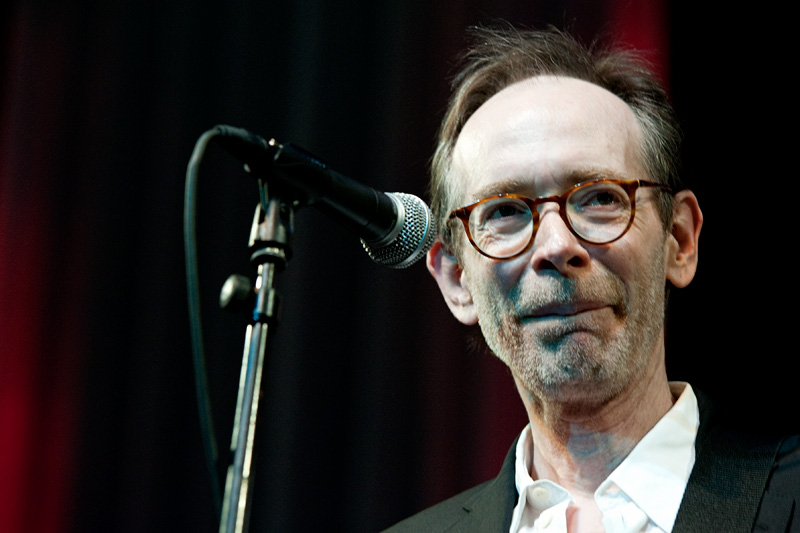
Arto Lindsay (2010)

DNA war eine No-Wave-Band, die 1978 vom Gitarristen Arto Lindsay und dem Keyboardspieler Robin Crutchfield gegründet wurde. Anstatt ihre Instrumente auf traditionelle Weise zu spielen, konzentrierten sie sich auf die Erzeugung einzigartiger und ungewöhnlicher Geräusche. Ihre Musik wurde als karg, lärmend und eckig beschrieben und mit der von Captain Beefheart oder gar Anton Webern verglichen.

## Geschichte
DNA bestand ursprünglich aus Lindsay, Crutchfield, Gordon Stevenson und Mirielle Cervenka. Der Gruppenname wurde von einem Titel von Mars, einer anderen No-Wave-Band übernommen. Mirielle Cervenka war die jüngere Schwester der Punksängerin Exene Cervenka von X. Diese Konstellation bestand allerdings nur sehr kurz und ist nie aufgetreten. Nachdem Stevenson und Cervenka schnell verschwanden, rekrutierten Lindsay und Crutchfield hastig Ikue Mori (Damals unter dem Namen Ikue Ile) als Schlagzeugerin, die zu der Zeit weder Englisch noch das Schlagzeugspiel beherrschte.
In dieser Besetzung spielte DNA gelegentlich im CBGB und in Max’s Kansas City und nahm eine 7″-Single auf. Innerhalb ihres ersten Jahres hatte die Band ihre Reputation als paradigmatische No-Wave-Band gefestigt; zu dieser Zeit wählte Brian Eno sie als eine der vier Gruppen der LP „No New York“ aus, der ersten Aufnahme, die No-Wave-Gruppen einer Öffentlichkeit außerhalb von Lower Manhattan präsentierte. Die anderen drei Bands auf dem Album waren The Contortions, Teenage Jesus and the Jerks und Mars.
Kurz nach der Aufnahme für No New York verließ Crutchfield DNA, um eine neue Band Dark Day zu gründen. An seine Stelle trat der Bassist Tim Wright von Pere Ubu. Dadurch, dass Crutchfields Keyboard durch einen Bass ersetzt wurde, und dass Wright die konventionelle Spieltechnik beherrschte, änderte sich das Klangbild von DNA drastisch. Die Musik wurde noch karger und eckiger, und Wrights Basslinien erzeugten einen manchmal geradezu bedrohlichen Sound als Basis für Lindsays kratzende, atonale Gitarre und Moris unregelmäßige Rhythmen. Ihre Liedstrukturen wurden knapper, fester, abstrakter.
Die Lindsay-Mori-Wright-Besetzung von DNA entwickelte zwischen 1979 und 1982 eine Art Kult-Gefolgschaft; allerdings kamen wohl mehr Fans aus der Kunstwelt als aus der der Rockhörer. Liveauftritte waren zu dieser Zeit häufig, allerdings kaum außerhalb des Kreises um CBGB / Mudd Club / Tier 3 in Lower Manhattan.
Das zehnminütige Debütalbum A Taste of DNA wurde 1980 für Kip Hanrahans Label American Clavé aufgenommen; später erschien es auf Rough Trade. Einige Liveaufnahmen von DNA erschienen auf Kompilationsalben, als die Band noch existierte.
Im Jahr 1982 entschieden sich Lindsay, Mori und Wright, die Band aufzulösen. Es ist ein Zeichen für die Kult-Gefolgschaft der Band, dass die Abschiedskonzerte an drei aufeinanderfolgenden Nächten im CBGB ausverkauft waren. Die Letzte Zugabe war eine Coverversion von „Whole Lotta Love“ (Led Zeppelin). Diese ist allerdings nicht in der CD Last Live at CBGB enthalten, die über zehn Jahre später auf John Zorns Label Avant erschien.
Die Band taucht (wie einige andere New- und No-Wave-Bands) im Spielfilm New York Beat (Downtown 81, mit Jean-Michel Basquiat) auf.
DNA on DNA, eine umfassende CD-Chronik der Band, erschien 2005 auf No More Records.
Lindsay und Mori, und zu einem geringeren Grad Crutchfield, sind im Musikbereich aktiv geblieben.

## Diskografie

### Alben
- No New York: various artists (vier DNA-tracks) 1978 – Antilles, AN 7067 (LP)
- A Taste of DNA 1981 – American Clavé, AMCL 1003EP (12")
- The Fruit of Original Sin: various artists (drei DNA-tracks) 1981 – Les Disques Du Crepuscule, twi 035 (2xLP)
- Last Live at CBGB 1993 – Avant (Japan), Avant 006 (CD)
- American Clavé Sampler: various artists (ein DNA-track) 1993 – American Clave (USA), AMCL 1020/1026 (2xCD)
- DNA on DNA 2004 – No More Records, NoCD12

### Singles
- You & You b/w Little Ants 1978 – Lust/Unlust Music, 11-CAN-234